# Malnate
Malnate (lombardul: Malnaa) település Olaszországban, Varese megyében. Lakosainak száma 16 378 fő (2023. január 1.). Malnate Binago, Cantello, Lozza, Solbiate con Cagno, Varese és Vedano Olona községekkel határos.

## Népesség
A település népességének változása:
| Lakosok száma | 16 768 | 16 784 | 16 378 |
|               | 2017   | 2018   | 2023   |